# Muaskar (provins)
35°24′N 0°08′Ø / 35.4°N 0.13°Ø
Muaskar (arabisk: معسكر Muʿaskar, berbisk: ⵎⵄⴻⵙⴽⴻⵔ Mɛesker) er en af Algeriets 48 provinser. Administrationscenteret er Muaskar.